# Dolichopeza palliditarsis
Dolichopeza palliditarsis är en tvåvingeart som beskrevs av Alexander 1928. Dolichopeza palliditarsis ingår i släktet Dolichopeza och familjen storharkrankar. Inga underarter finns listade i Catalogue of Life.